# Miltochrista proleuca
Miltochrista proleuca är en fjärilsart som beskrevs av George Francis Hampson 1900. Miltochrista proleuca ingår i släktet Miltochrista och familjen björnspinnare. Inga underarter finns listade i Catalogue of Life.